# Oekraïense hryvnia
De Oekraïense hryvnia (Oekraïens: гривня, hryvnia [ˈɦrɪu̯ɲɑ]), ook wel aangeduid met zijn Russische naam grivna, is de munteenheid van Oekraïne.
De gebruikte term in de Nederlandse handel, bij de banken en de overheid is hryvnia, zoals is opgesteld in de gepubliceerde RVO-factsheet en De Nederlandsche Bank data dictionary.
Eén hryvnia bestaat uit 100 kopeken. Munten zijn beschikbaar in 10 en 50 kopeken en 1, 2, 5 en 10 hryvnia. Er zijn bankbiljetten van 1, 2, 5, 10, 20, 50, 100, 200, 500 en 1000 hryvnia in omloop.

## Geschiedenis
De hryvnia (Oudkerkslavisch: гривьна griv'na of hryv'na) was ook een betaaleenheid in het Kievse Rijk. Deze hryvnia bestond uit een bepaald gewicht aan zilver, goud of bont.
In de tijd van de Sovjet-Unie was de roebel ingevoerd. In 1991 viel de Sovjet-Unie uiteen, dit leidde tot een tekort aan roebels in het land en dit werd opgelost door de introductie van karbovanets. Eerst circuleerden ze naast elkaar, maar op 12 november 1992 werd de karbovanets het enige wettig betaalmiddel. Het was een periode van hyperinflatie en de waarde van de karbovanets daalde in een aantal jaren zeer sterk. Ten opzichte van de Amerikaanse dollar daalde de gemiddelde wisselkoers van 208 karbovanets in 1992, naar 4539 in 1993, 31.700 in 1994 en in 1995 zelfs 147.163. De wisselkoers versus de Nederlandse gulden daalde van 120 in 1992 naar 91.858 in 1995.
Dit was een onhoudbare situatie en in het geheim werkte de regering aan een nieuwe munt met de naam hryvnia. Op 29 augustus 1996 werd de wet gepubliceerd. In een overgangsperiode van twee weken, tussen 2 en 16 september, mochten de nieuwe en oude bankbiljetten naast elkaar worden gebruikt. Het geld op de bankrekeningen werd automatisch omgeruild in de nieuwe munt. De waarde van een hryvnia was gelijk aan 100.000 karbovanets. In de overgangsperiode verdwenen bijna alle karbovanets uit circulatie. Viktor Joesjtsjenko was in die tijd de directeur van de centrale bank. De nieuwe bankbiljetten hadden een coupure van 1, 2, 5, 10, 20, 50 en 100 hryvnia. De biljetten hadden 1992 als datum. Ze waren in dat jaar gedrukt bij een Engelse en een Canadese drukkerij, maar ze bleven in de kluis liggen tot de hyperinflatie naar aanvaardbare niveaus was gedaald.
| Jaar | Euro  | Amerikaanse dollar | Russische roebel |
| ---- | ----- | ------------------ | ---------------- |
| 1996 | 2,32  | 1,83               | 0,36             |
| 2000 | 5,03  | 5,44               | 0,19             |
| 2005 | 6,39  | 5,12               | 0,18             |
| 2010 | 10,53 | 7,94               | 0,26             |
| 2011 | 11,09 | 7,97               | 0,27             |
| 2012 | 10,27 | 7,99               | 0,26             |
| 2013 | 10,61 | 7,99               | 0,25             |
| 2014 | 15,72 | 11,89              | 0,31             |
| 2015 | 24,23 | 21,84              | 0,36             |
| 2016 | 28,29 | 25,55              | 0,38             |
| 2017 | 30,00 | 26,60              | 0,46             |
| 2018 | 32,14 | 27,20              | 0,44             |
| 2019 | 28,95 | 25,85              | 0,40             |
| 2020 | 30,79 | 26,96              | 0,37             |
| 2021 | 32,31 | 27,29              | 0,37             |
| 2022 | 33,98 | 32,34              | 0,49             |